# Tribunal de menores
Se denomina juez o tribunal de menores, en Derecho procesal penal, a un órgano judicial de carácter especial cuya función es conocer de todos aquellos casos penales en los que el acusado sea una persona menor de edad según la legislación penal.
En aquellos ordenamientos jurídicos en los que está prevista la figura, el tribunal de menores debe aplicar las normas penales específicas que se establecen para los menores en atención a su inferior capacidad de obrar y a su mayor probabilidad de reinserción en la sociedad.

## Antecedentes históricos en España
La primera institución que se conoce equiparable a los Tribunales de Menores en España es la figura del Fuge et Pare d’Orfens (Curador y Padre de Huérfanos), creado en Valencia, en 1337, por el rey Pedro IV el Ceremonioso. Esta institución se encargaba de recoger a los menores vagabundos, huérfanos o desvalidos que circulaban por las calles, y acogerlos para recibir la formación necesaria para aprender un oficio. También hacía la labores de tribunal de los menores acusados de hechos delictivos.
El sentido de disciplina social que se quería asignar a este tipo de instituciones era claro, y se alejaba de los pretendidos deseos de rehabilitar al vago. En sus primeros años no tenía autonomía jurídica, dependiendo directamente de la Justicia civil. Posteriormente, en 1407, el rey Martín I el Humano le dotó de plena potestad en materia delictiva de menores, quedando establecido el Juzgado o Tribunal de los Huérfanos.
La institución del Pare d’Orfens funcionó en Aragón, Valencia y Navarra hasta 1794, año en que fue eliminada por Carlos IV.
Antes de su supresión, desde finales del siglo XVII y especialmente desde comienzos del siglo XVIII, se generalizó la creación de hospicios y casas de misericordia, con los mismos fines que tenía la institución valenciana.

## Los Tribunales Tutelares de Menores en España

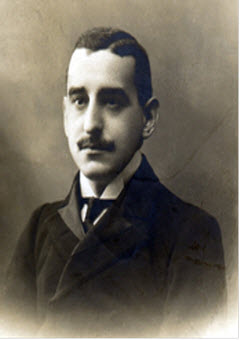
Avelino Montero Ríos, redactor del proyecto de la Ley de Tribunales Tutelares de Menores y fiscal supremo.

La Ley de Protección a la infancia del 12 de agosto de 1904, o Ley Tolosa Latour, y sus posteriores reglamentos recogían la necesidad de separar a la infancia del mundo penal y carcelario. El tema se trató en diferentes espacios como el Congreso Nacional de Educación Protectora (1909), en los Congresos Penitenciarios Nacionales de 1909 y 1914 y en la Asamblea Nacional de Protección a la Infancia de 1914, donde Avelino Montero Ríos desarrolló una ponencia sobre esta temática.
Antes de la ley definitiva hubo varios proyectos. El primero fue el del ministro de Gracia y Justicia, Arias de Miranda, redactado por José Pedrogosa y Monclús y Rafael Clavería. El segundo lo presentó el ministro Burgos y Mazo y en el participaron entre otros José María Ortega Morejón, Julián Juderías y Leopoldo Palacios. Hubo también un tercero, del ministro Alvarado y del Saz, en el que también participó Juderías. Finalmente, el 2 de agosto de 1918 se aprobó la ley de bases de los Tribunales Tutelares que tenía como promotor a Avelino Montero Ríos, y el 25 de noviembre se publicó el articulado de la organización de estos tribunales para niños, estableciendo que en todas las capitales de provincia y en las cabezas de partido en que existiesen establecimientos para la infancia abandonada y delincuente se organizara un tribunal u órgano colegiado, con un juez-presidente de carrera (con excepciones) ayudado por dos vocales designados por las Juntas Provinciales de Protección a la Infancia. Junto con Gabriel María Ybarra, Montero Ríos se dedicó hasta su muerte a que las provincias contaran con establecimientos benéficos y reeducadores que pudieran funcionar como instituciones auxiliares de los tribunales. A la muerte de Montero Ríos, Ybarra continuó con esta misión, más después de su nombramiento como vocal del Consejo Superior de Protección a la infancia.
El primer tribunal se estableció en Bilbao (1920) y ese mismo año se estableció el de Tarragona. Posteriormente, se establecieron tribunales en Barcelona (1921), Zaragoza (1921), San Sebastián (1922), Almería (1923), Murcia (1923), Valencia (1923), Vitoria (1923), Pamplona (1924), Granada (1925), Madrid (1925), Palma de Mallorca (1925), Oviedo (1927), Gerona (1928), Huesca (1928), Jaén (1928), Lérida (1928), Logroño (1928), Teruel (1928), Alicante (1929) y Sevilla (1929).